# Акбай, Жайсан Досболатович
Жайсан Досболатович Акбай (Акбаев) (каз. Жайсаң Досболатұлы Ақбай; род. 9 мая 1927, Жымпиты, Западно-Казахстанская область) — советский и казахский писатель, краевед, заслуженный деятель культуры Казахстана.

## Биография
Акбай Жайсан родился 9 мая 1927 года в селе Жымпиты, Сырымский район, в семье крестьянина Акбайулы Досболата. Окончил сельскую среднюю школу, затем поступил на исторический факультет Уральского педагогического института им. А. С. Пушкина.
Трудовую деятельность начал в 1945 году, работал в районном доме пионеров воспитателем с совмещением учёбы в школе. Окончив институт, работал преподавателем жалпакталской средней школы, инспектором РАЙОНО, директором жалпакталской средней школы, заведующим отделом пропаганды и агитации, вторым секретарём жалпакталского райкома партии, заместителем райисполкома. В июне 1971 года был назначен начальником управления культуры Западно-Казахстанского облисполкома. Занимал этот пост 16 лет. В 1987 году вышел на пенсию республиканского значения. Уже будучи пенсионером, с 1987 по 1994 год работал руководителем областного отделения казахского фонда культуры.
Акбай Жайсан издал свыше 250 статей и работ исторического и публицистического содержания, в основном по Западному Казахстану. Продолжает заниматься общественной деятельностью. Почётный председатель общественного объединения «Парасат», руководитель клуба «Сабактастар», почётный профессор Западно-Казахстанского гуманитарного университета и института «Евразия», почётный гражданин Уральска. Награждён орденом Дружбы народов (1986), орденом «Знак Почёта» (1966), медалями «За трудовую доблесть» (1961), «За освоение целинных земель», «50 лет Победы в ВОВ», «Астана» (1998), знаком «Ветеран Великой Отечественной войны».

## Работы
- «Қазақтар» (1987);
- «Жымпитыға 100 жыл» (1990);
- «Сырым тағдыры — Ел тағдыры» (1992);
- «Сырым батыр Датулы» (1992);
- «Хан Жангир» (1995);
- «Радуга Ак Жайык» (1997, Самара, РФ);
- «Ритмы Ак Жайык» (1997);
- «Жанша» (1997, 2007);
- «Нарын-Казахия» (1999);
- «Алшын-от-Ана» (2000);
- «Жәңгір хан» (2001);
- «Ерен Ер Сырым» (2002, на трёх языках);
- «Мағишат» (2007);
- «Казахская пушкиниана» (2002);
- «Мүсілім» (2002);
- «Жұбан» (2010, на двух языках);
- «Қадыр» (2011, на двух языках);
- «Сырым Елі» (2007);
- «На Дону казак, на Жайыке казах» (2004);
- «Зори Ак Жайык» (2014).